# Storträsket (sjö i Kronoby, Österbotten, Finland)
Storträsket eller Paasila eller Paasialaträsk är en sjö i Finland. Den ligger i kommunen Kronoby i landskapet Österbotten, i den centrala delen av landet, 400 km norr om huvudstaden Helsingfors. Storträsket ligger 38 meter över havet. Den ligger vid sjön Kutusträsk. I omgivningarna runt Storträsket växer i huvudsak blandskog. Arean är 45 hektar och strandlinjen är 3,8 kilometer lång. Sjön  ingår i Perho å huvudavrinningsområde. 